# Festival Mundial de Circo do Brasil
O Festival Mundial de Circo (FMC) é um festival de circo que ocorre bienalmente em Belo Horizonte, no estado de Minas Gerais.
Criado em 2001, é o maior festival do gênero no país. Recebeu em 2001 o prêmio Gentileza Urbana, concedido pelo IAB/MG e obteve apoio da UNESCO, Ministério da Cultura, FUNARTE, Secretaria de Estado de Cultura de Minas Gerais e Prefeitura Municipal de Belo Horizonte.
Já contou com a participação dos maiores nomes do circo mundial como o circo americano Ringling Bross e o internacionalmente conhecido Cirque du Soleil, além de artistas e grupos de diversos países como Argentina, Uruguai, Austrália, Canadá, Estados Unidos, China, Quênia, Gana, Rússia, França, Portugal, Inglaterra, Itália, Bélgica, Espanha, Cuba e de todas as regiões do Brasil.